# Aimé-Joseph Escudié
Pour les articles homonymes, voir Escudié.
Aimé-Joseph Escudié est un boxeur français né le 28 mai 1927 à Béziers et mort le 24 novembre 2015 dans la même ville.

## Carrière
Proche de Marcel Cerdan, il remporte la médaille d'or aux championnats d'Europe de boxe amateur à Dublin en 1947 dans la catégorie poids moyens (-75 kg). Escudié participe également aux Jeux olympiques de Londres en 1948 mais il s'incline en quart de finale face à l'irlandais Michael McKeon.